# David Mulenga
David Mulenga (* 8. August 2002) ist ein sambischer Leichtathlet, der sich auf den Sprint spezialisiert hat. 2024 siegte er mit der sambischen 4-mal-400-Meter-Staffel bei den Afrikaspielen in Accra. 

## Sportliche Laufbahn
Erste internationale Erfahrungen sammelte David Mulenga im Jahr 2021, als er bei den U20-Weltmeisterschaften in Nairobi mit 47,16 s in der ersten Runde im 400-Meter-Lauf ausschied. Im Jahr darauf gewann er bei den Afrikameisterschaften in Port Louis in 3:05,53 min gemeinsam mit Muzala Samukonga, Kennedy Luchembe und Patrick Kakozi Nyambe die Silbermedaille in der 4-mal-400-Meter-Staffel hinter dem Team aus Botswana und in der Mixed-Staffel belegte er in 3:27,06 min den fünften Platz. Anschließend belegte er bei den Commonwealth Games in Birmingham in 3:04,76 min den fünften Platz im Staffelbewerb. 2024 wurde er bei den Afrikaspielen in Accra in der Mixed-Staffel im Vorlauf disqualifiziert und siegte mit der Männerstaffel in 3:59,12 min und stellte damit einen neuen Spiele- und Landesrekord auf. Im Mai verpasste er bei den World Athletics Relays in Nassau eine Direktqualifikation mit der 4-mal-400-Meter-Staffel für die Olympischen Spiele in Paris. Im Juni gewann er dann bei den Afrikameisterschaften in Douala in 3:02,56 min gemeinsam mit Kennedy Luchembe, Patrick Kakozi Nyambe und Muzala Samukonga die Bronzemedaille hinter den Teams aus Botswana und Kenia. Anschließend gelangte er bei den Olympischen Sommerspielen in Paris mit 3:02,76 min im Finale auf den achten Platz.

## Persönliche Bestleistungen
- 200 Meter: 21,81 s (−0,3 m/s), 6. März 2021 in Lusaka
- 400 Meter: 46,14 s, 20. März 2021 in Lusaka